# Diadocidia stanfordensis
Diadocidia stanfordensis is een muggensoort uit de familie van de paddenstoelmuggen (Mycetophilidae). De wetenschappelijke naam van de soort is voor het eerst geldig gepubliceerd in 1956 door Arnaud and Hoyt.